# Anonchohaptor muelleri
Anonchohaptor muelleri är en plattmaskart. Anonchohaptor muelleri ingår i släktet Anonchohaptor och familjen Dactylogyridae. Inga underarter finns listade i Catalogue of Life.